# Iangurtxi
Iangurtxi - Янгурчи (rus) - és un poble de la República del Tatarstan, a Rússia. El 2010 tenia 18 habitants. Pertany al districte (raion) de Baltassí.